# Cale Case
Cale Case	(* 2. Juni 1958 in Lander, Wyoming) ist ein US-amerikanischer Politiker der Republikanischen Partei, der von 1995 bis 1999 Mitglied im Repräsentantenhaus von Wyoming war sowie seit 1999 Mitglied im Senat von Wyoming ist.

## Leben
Cale Case absolvierte nach dem Schulbesuch ein Studium der Wirtschaftswissenschaften an der University of Wyoming, welches er mit einem Bachelor of Arts (BA Economics). Nachdem er an der University of Wyoming auch einen Doctor of Philosophy (Ph.D. in Economics) erworben hatte, war er als Unternehmensberater tätig. Am 2. Januar 1995 wurde er für die Republikanische Partei Mitglied im Repräsentantenhaus von Wyoming und vertrat in diesem bis zum 4. Januar 1999 die Interessen von Fremont County.
Im Anschluss wurde er am 4. Januar 1999 als Nachfolger von John Vinich erstmals Mitglied im Senat von Wyoming und vertritt dort seither den „District 25 Fremont County“. Während seiner Senatszugehörigkeit war er zunächst Mitglied verschiedener Senatsausschüsse sowie Sonderausschüsse der Wyoming Legislature, der Legislative des Bundesstaates Wyoming. Er fungierte zwischen 2007 und 2019 als Vorsitzender des Senatsausschusses für Körperschaften, Wahlen und politische Unterteilungen (Senate Committee for Corporations, Elections & Political Subdivisions) sowie von 2007 bis 2025 als Vorsitzender des Sonderausschusses für gesetzgeberische Einrichtungen, Technologie und Verfahren (Select Committee on Legislative Facilities, Technology and Process), der von 2007 bis 2009 noch Sonderausschuss für Gesetzgebungstechnologie beziehungsweise zwischen 2009 und 2017 Sonderausschuss für Gesetzgebungstechnologie und -verfahren hieß. Er war ferner von 2007 bis 2019 Vorsitzender des Sonderausschusses für Stammesbeziehungen (Select Committee on Tribal Relations) sowie zugleich zwischen 2013 und 2017 Vorsitzender des Sonderausschusses für archaische Gesetze (Select Committee on Archaic Laws). Im Anschluss fungierte er von 2019 bis 2023 als Vorsitzender des Senatsausschusses für Einnahmen (Senate Committee on Revenue) und ist seit 2023 erneut Vorsitzender des Senatsausschusses für Körperschaften, Wahlen und politische Unterteilungen. Daneben fungierte er zwischen 2023 und 2025 auch noch als Vorsitzender des Unterausschusses zur Verwaltung des Wyoming State Capitol, des Sitzes der Regierung des Bundesstaates.

## Weblink
- Senator Cale Case. In: Senat von Wyoming. Abgerufen am 23. Januar 2025 (englisch).

| Personendaten    | Personendaten                              |
| ---------------- | ------------------------------------------ |
| NAME             | Case, Cale                                 |
| KURZBESCHREIBUNG | US-amerikanischer Politiker (Republikaner) |
| GEBURTSDATUM     | 2. Juni 1958                               |
| GEBURTSORT       | Lander, Wyoming                            |